# Albert Streit
Albert Streit (nascut el 28 de març de 1980 a Bucarest, Romania) és un futbolista alemany que juga de centrecampista a la Bundesliga. Va començar com a futbolista al FV Zuffenhausen. Més tard passà pels clubs VfL Wolfsburg, 1. FC Köln, Eintracht Frankfurt, FC Schalke 04, Hamburger SV, Alemannia Aachen, Viktoria Köln o Fortuna Köln.